# Еммануель Лебессон
Еммануель Лебессон (фр. Emmanuel Lebesson, нар. 24 квітня 1988) — професійний французький спортсмен-настільний тенісист. Чемпіон Європи 2016 року в одиночному розряді.